# Margareth Madè

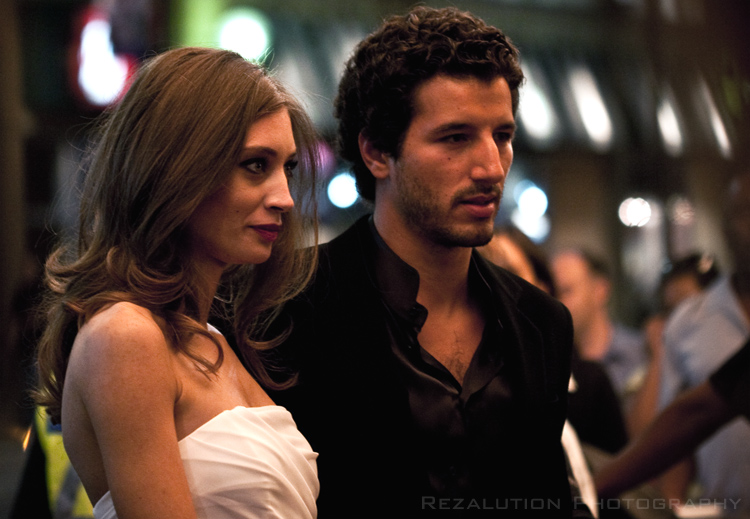
Margareth Madè et Francesco Scianna au Toronto International Film Festival de 2009.

Margareth Tamara Maccarrone, connue sous les noms de scène de Margareth Madé, née le 22 juin 1982 à Paternò, Sicile est une actrice italienne.

## Biographie
Née à Paternò en 1982, Margareth Maccarrone passe son enfance et sa jeunesse entre Adrano et Pachino. Elle décide de changer son nom patronymique par le nom de scène de Margareth Madè parce qu'il pourrait être associé à une variété de pâtes alimentaires italiennes, aussi bien dans son pays qu'à l'étranger.
À quinze ans, elle commence sa carrière de modèle et en 2000, elle remporte le concours New Model Today de l'Agence WhyNot de Milan. Elle participe à de nombreux défilés internationaux et de télévision entre Donna sotto le stelle (2000-2002) et La Kore (2002), sur Rai Uno. Elle fait aussi des publicités.
En 2008, elle est choisie par Giuseppe Tornatore pour jouer le rôle de Mannina dans le film Baarìa qui est présenté lors de l'ouverture de la Mostra de Venise 2009. Le film est choisi pour représenter l'Italie aux Oscars de 2010.
Elle joue ensuite le rôle de Sophia Loren jeune dans le feuilleton La mia casa è piena di specchi (it), mini-série télévisée de Vittorio Sindoni en 2010 sur Rai Uno.
À la même époque, elle pose également en  première de couverture pour de nombreuses revues italiennes telles que Corriere Magazine (revue du jeudi du Corriere della Sera), io Donna, Grazia, Gioia, Ladies, Cosmopolitan et Max.
Elle est l'une des participantes au calendrier Pirelli 2012 où elle pose nue, sous l’objectif de l’Italien Mario Sorrenti, aux côtés d'autres top models tel que Kate Moss ou encore Milla Jovovich.
En 2011, elle est devenue la marraine du Costa Favolosa.

## Filmographie
- 2009 : Baarìa de Giuseppe Tornatore
- 2010 : La mia casa è piena di specchi (it) de Vittorio Sindoni (minisérie TV - Rai Uno)
- 2011 : Buio de Nicolaj Pennestri (minisérie TV - Canale 5)
- 2011 : Una donna per la vita de Maurizio Casagrande (it)

2015 le labyrinthe d Andron

## Distinctions
- 2000 : New Model Today
- 2009 : Mention Spéciale Promessa dell'anno 2009 du Syndicat National des Journalistes de cinémas italiens (Sngci), avec Francesco Scianna, pour le film Baarìa[6]